# La Sueur
Pour plus de détails, voir Fiche technique et Distribution.
La Sueur (汗, Ase) est un film muet japonais réalisé par Tomu Uchida et sorti en 1929.

## Synopsis
Un jeune millionnaire au caractère rebelle mène une vie oisive au milieu d'une foule de serviteurs. Il décide de fuir sa situation mais se retrouve très vite dépouillé de ses vêtements et de son argent. Sans le sou et affamé, il se voit contraint de partager la vie de labeur d'ouvriers du bâtiment qui travaillent à la construction d'un édifice — dont il a lui-même décidé de l'édification — pour un maigre salaire.

## Fiche technique
- Titre : La Sueur[1]
- Titre original : 汗 (Ase?)[2]
- Réalisation : Tomu Uchida
- Scénario : Masashi Kobayashi (ja)
- Photographie : Matao Matsuzawa
- Décors : Enjirō Ikeda
- Société de production : Nikkatsu
- Pays d'origine :  Empire du Japon

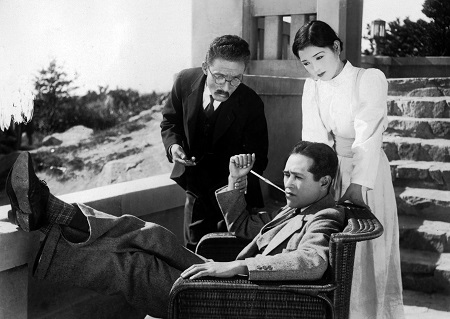
Scène du film avec Kōji Shima (au centre).

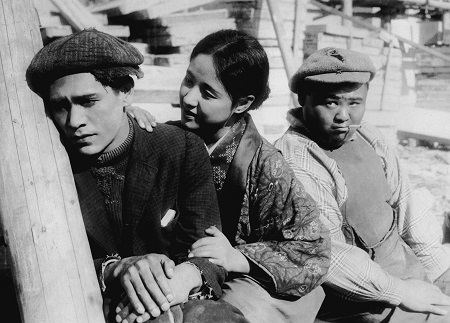
Scène du film avec de gauche à droite : Kōji Shima, Hisako Takihana et Kunio Tamura.

- Format : noir et blanc - 1,33:1 - muet
- Genre : comédie sociale
- Durée : 54 minutes[2] (métrage : 6 bobines - 1 500 m[3])
- Date de sortie :
  - Empire du Japon : 31 décembre 1929[3]

## Distribution
- Kōji Shima : Heizaemon Kitayama
- Yasushi Yoshii : Genbei
- Hisako Takihana : Oshizu
- Kunio Tamura (ja) : Chorotake, un ouvrier
- Hirotoshi Murata : Senta, le contremaître
- Etsuji Oki : Kinzō